# 유장 (성양경왕)

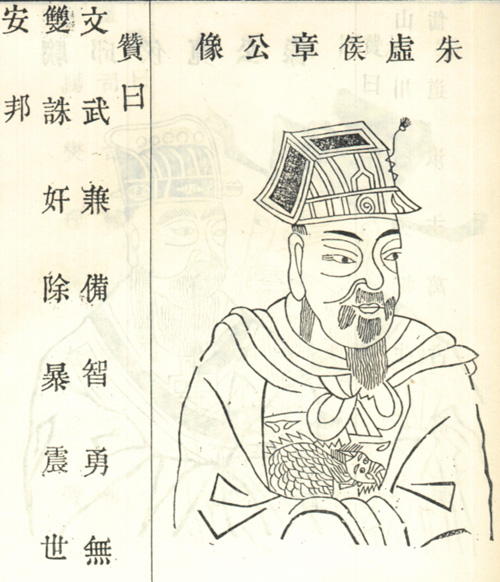

성양경왕 유장(城陽景王 劉章, 기원전 200년 ~ 기원전 177년)은 전한의 황족이자 제후왕으로, 초대 성양왕이다. 고제의 손자이자 제도혜왕 유비의 아들이며 제애왕 유양의 아우이다. 사후 청주에서 신으로 널리 받들어졌다.

## 생애
기원전 186년, 형을 대신하여 동생 유흥거와 동시에 입조해 주허후(朱虛侯)에 봉해졌고, 유흥거는 동모후(東牟侯)에 봉해졌다. 또 고황후의 조카인 여록의 딸과 결혼했으나 고황후를 중심으로 하는 여씨 일족의 전횡을 기분 좋게 생각하지 않았다.
기원전 181년에, 고황후로부터 주리(酒吏-연회의 사회 간사장)를 맡도록 명령받고 이때 군법에 따라 진행을 지휘하는 것을 청하여 허용되었다. 연회의 여흥으로 민요를 부른다는 구실로 고황후가 있는데도 불구하고, 여씨 일문의 전횡을 성토하고 머지 않아 보복하고 파괴할 것이라는 내용의 노래를 불렀다. 중도에 연석에서 마음대로 자리에서 일어나려 한 한 여씨 일족을 베어 죽이고 고황후를 향해 "군법에 따라 이를 처형했습니다."고 보고했다. 고황후 자신이 허용한 것이므로 유장을 비난도 하지 못하였다. 유장은 이후 기개가 있는 사람으로서 높은 평가를 받게 된다. 이때 그의 나이 20세였다.
기원전 180년, 고황후가 사망하자 여씨 일족의 제위 찬탈의 움직임을 알고, 형 유양에게 비밀리에 사신을 보내 거병하게 하고 자신은 이 일에 호응하는 형태로 주발·진평등과 함께 장안에서 쿠데타를 일으켰다. 곧 진평이 장군 여록의 친구 역기를 이용해 여록을 속여 그가 거느린 북군의 지휘권을 주발이 손에 넣었으나, 남군을 거느린 상국 여산과의 전투를 피해 유장에게 1천 군대를 주어 황궁을 지키게 했는데 유장이 이를 거느리고 입궁하던 차에 궁에서 여산을 맞닥뜨렸다. 유장은 여산을 쫓아가 죽이고, 여산이 죽은 후에 비로소 쿠데타 세력은 여씨 일족을 사로잡아 전부 주살했다. 이 직후 대왕 유항이 장안에 들어가 황제에 즉위했다. 유항의 즉위에 따라 아버지 유비가 생전에 한때 노원공주에게 주었던 성양군은 제나라에 반환되었다.
쿠데타 공적으로, 기원전 178년에 유장은 바로 성양왕에 봉작되었다. 그러나 쿠데타 결행 직전에 유장은 주발 등의 중신과 함께 유양이 황제로, 유장이 제나라 또는 조나라 왕이 되기로 약속을 맺었으나 유양의 장인 사균 등 사씨 일족에 야심가가 많아 제2의 여씨정권이 세워진다는 이유로 중단되었고, 유항이 황제로 옹립되었다. 유장은 내심 불만이 있었지만, 현실을 인정하고 영지에 부임했다.
기원전 177년에 유장은 재위 2년만에 병으로 요절했다. 나이 24세였고 아들 유희가 뒤를 이었다.

## 성양경왕 신앙
그의 사후 그의 영토였던 성양 부근에 그를 모시는 사당이 많이 건립되어 많은 신앙을 모았다. 성양경왕은 여씨 통치기에 여씨와 맞서 싸운 인물로서, 이미 오초칠국의 난 때에도 외척세력에 반대하는 상징으로 여겨졌다. 그 때문에 전한 원제·전한 성제 무렵부터 외척이 정치에 개입하자 성양경왕 신앙이 시작된 것으로 여겨진다. 한편으로 성양경왕은 약속대로라면 원래 조나라 왕이 됐어야 했으나 공이 깎여 훨씬 작은 성양나라 왕이 됐기 때문에, 전한 황실에 대한 울분과 원한의 상징이 되기도 했다. 전한 왕조를 강탈했던 신나라 때 산동 지방을 중심으로 일어난 대규모 반란군 적미군은 이런 성양경왕 신앙에 많은 영향을 받았으며, 성양경왕 사당의 무당이 내린 신탁에 따라 제비뽑기를 해서 후손 중 유분자를 선택해 옹립했다.
성양경왕은 자손 많기로 유명한 제도혜왕의 지파 중에서도 가장 번성해 왕가는 전한 멸망까지 다른 왕가에게 성양나라를 내준 적 없이 계속 성양나라를 이어받았고 성양나라의 왕자후(왕의 아들로서 봉해진 후작)는 54명으로 전한 왕가 중 가장 많았다. 이 후작들의 봉국은 성양나라 외의 낭야군·태산군·동해군 등 인접국에까지 미쳤고, 여러 군에 흩어진 후작들이 각자 자기 봉국에 세운 조상의 사당들을 통해서 성양경왕 신앙이 퍼져나갈 수 있었을 것이다.
성양경왕 신앙은 민간신앙에 그치는 것이 아니어서, 후한에서는 일찍이 성양나라를 폐지하고 낭야나라에 편입시켰으나, 낭야나라의 관리가 계속 성양경왕을 제사지냈으며, 낭야효왕 시절에는 성양경왕의 신탁에 의지해 서울을 거현에서 개양현으로 옮겼을 뿐만 아니라 개양현이 동해군의 속현이기에 동해군의 개양·임기현과 낭야나라의 화·개·남무양·원구·공유현을 맞바꾸기까지 했다. 이는 조정에서 지역 통치에 성양경왕의 권위를 이용할 정도로 성양경왕의 영향력이 강했음을 짐작하게 한다.
성양경왕 신앙은 후한 말까지 이어졌는데, 《삼국지·위지》 무제기와 배송지의 주석에서는 광범위하게 퍼진 성양경왕 신앙이 특히 강성한 제남국에서 신분질서를 문란하게 하고 사치를 퍼트리며 제사 비용 때문에 백성들에게 해를 끼치는 폐단이 있었음을 보여준다. 조조는 제남상이 되었을 때, 신앙이 사람에게 해를 끼치는 것을 보고 사당을 모두 철거하고 제사를 금지했다. 근본적으로 성양경왕 신앙은 반국가적 요소가 있었기 때문에, 후한 말의 혼란기에 탄압 대상이 될 수밖에 없었다.